# يوهان ماريا هيلدبراند
يوهان ماريا هيلدبراند (بالإنجليزية: Johann Maria Hildebrandt)‏ (و. 1847 – 1881 م) هو مستكشف، وعالم نبات من الإمبراطورية الألمانية . ولد في دوسلدورف .
توفي في أنتاناناريفو ، عن عمر يناهز 34 عاماً.